# Concavocephalus rubens
Concavocephalus rubens là một loài nhện trong họ Linyphiidae.
Loài này thuộc chi Concavocephalus. Concavocephalus rubens được Kirill Yuryevich Eskov miêu tả năm 1989.